# بدالة هاتف
بدالة الهاتف أو مقسم الهاتف (بالإنجليزية: Telephone exchange)‏ هو نظام اتصال عن بعد يستخدم في الشبكة العامة لتحويل الهاتف أو في المشاريع الكبيرة. المقسم يتألف من مكونات إلكترونية وفي الأنظمة الأقدم كان يستخدم العنصر البشري (كتحويلة) لربط خطوط هواتف المشتركين أو دوائر كهربائية في الأنظمة الرقمية لتنظيم المكالمات الهاتفية بين المشتركين.
بعد حوالي 20 عاماً من منتصف القرن التاسع عشر الميلادي، استخدم الهاتف على نطاق واسع، واستخدمت أجهزة شركة (بل) التي تميزت آنذاك بخاصية الاتصال المباشر بين جهازي الاستقبال. ومما كان مزعجاً في ذلك الوقت أن الذي يقوم باستخدام أكثر من خط واحد في نفس الوقت يجب أن تكون لديه جهاز استقبال منفصل لكل خط. ومع مرور الزمن أمكن التغلب على هذه المشكلة بطريقة بسيطة وذلك من خلال كل توصيل أسلاك الهاتف عند نقطة معينة، ومن ثم يتم توصيلها بالمستخدمين مؤقتاً من هذه النقطة وذلك حسب الحاجة، حيث أن مهمة توصيل المشتركين تعتبر إحدى مهام موظفي الهاتف، سواء أكان ذلك عن طريق المقابس أو الكبلات أو الأصابع المقابلة.وبعد فترة أصبحت الحاجة ماسة وملحة إلى موظفي الهاتف حيث أن مهمتهم أصبحت تتمثل في إدخال الأنظمة الآلية.
وقبل ابتداء القرن العشرين الميلادي بحوالي 10 سنين، سُجِّلَت إحدى براءات الاختراع في هذا المجال، والتي كانت مهمة وضرورية في هذا المجال، والاختراع يسمى بـ (الاتصال شبه الآلي)، والذي يمّكن المشترك من تشغيل السنترال من هاتفه، لكن الجهاز كانت له عيوبه، لذلك فكروا في إدخال مسجل يقوم بـ تسجيل الرقم الذي يديره مستخدم الهاتف، وبإمكان هذا المسجل فصل أجهزة السنترال الآلي لطلب إحدى الأرقام المعنية.
والسنترال أو المنتقي الآلي الذي يحوي مسجل يشبه موظف الهاتف في عمله، حيث أن وجه التشابه يكمن في البحث عن خط الشخص المطلوب محادثته. فموظف الهاتف يقوم بالبحث عن الرقم الذي يبحث عنه طالب المكالمة، فيقوم بإيصال كابل بسلكين إلى خط الشخص المطلوب التحدث إليه. بينما في أجهزة السنترال الآلي تقوم أجهزة الانتقاء بهذا الدور، حيث ينفصل المسجل ويصبح جاهزاً لاستقبال نداءات أو محادثات أخرى.

## نظرة تاريخية

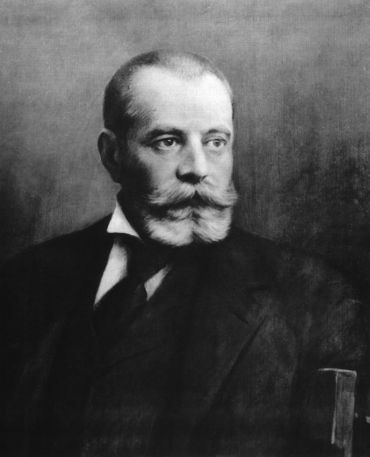
تفيدار يوشكاش مخترع مقسم الهاتف.

أول من اخترع مقسم الهاتف كان في المجر بواسطة العالم تيفادور بوشكاش (Tivadar Puskás [الإنجليزية]) في عام 1877، عندما كان يعمل عند توماس إديسون. أول تجربة لمقسم الهاتف كانت على أساس أفكار بوشكاش، وبنيت من قبل شركة بيل للاتصالات في بوسطن في عام 1877. افتتح أول مقسم هاتف تجاري في العالم في 12 نوفمبر،1877 في برلين. صمم وبنى جورج.دبليو كوي أول مقسم هاتف تجاري في الولايات المتحدة الأمريكية في نيو هيفن (كونيتيكت) في يناير عام 1878.

## فوائد بدالة الهاتف
أصبح نظام الهاتف لا يفى بتلبية احتاجات المؤسسات والشركات والبنوك والقرى السياحية أو اى مكان أو مؤسسة تمتلك عددا كبيرا من الموظفين أو عدد من الاقسام كما ان هذا النظام لا يوفر تلبية احتياجات العملاء ولذلك اجهزة البدالات هي تطور طبيعى لتطورات العصر الحالى عصر السرعة والبقاء في المنافسة وكسب ثقة العملاء عن طريق توفير خدمات متميزة لهم بسرعة وفي وقت قياسى.
توفير الوقت والجهد والمبالغ المالية التي يتم انفاقها على الاشتراك بخطوط لعدد كبير من الهواتف ودفع قيم الفواتير والاشتراكات لكل خط
كسب ثقة العملاء بالشركة عن طريق تقديم خدمة سريعة والتحدث مع العملاء عن طريق شخص متخصص ولبق يستقبل جميع المكالمات
ومن ثم تحويل العميل إلى القسم أو الفرع أو الموظف المسؤول مباشرة مما يوفر على العملاء الوقت فخط الهاتف دائما متاح ويضمن الحصول على خدمة متميزة
امكانية إجراء المكالمات ما بين الهواتف الداخلية دون المرور من خلال الشبكة العامة
تمكن صاحب العمل أو المؤسسة من معرفة المكالمات الداخلية التي تتم بين الموظفين أو الاتصالات الخارجية وهذا يمنع استخدام الهواتف لاغراض غير اغراض العمل
وهذا يوفر أيضا دفع مبالغ مالية لفواتير مكالمات لم يجن العمل منها اى ارباح أو مكاسب
يتمكن صاحب الشركة أو المؤسسة من معرفة ما تم والاحداث التي وقعت في البدالة مثل: الاجابات التي تمت على الاتصالات الواردة والاتصالات التي تم قطعها وغيره
استقبال أكبر عدد من المكالمات في وقت واحد وتحويلها بسهولة حيث يتميز الجهاز بسهولة الاستخدام
امكانية البرمجة بحيث يتم تحديد اى الهواتف الداخلية لها الحق في إجراء اتصالات خارجية
امكانية دمج الهاتف بالكمبيوتر لتنفيذ الطلبات ويتم ذلك من خلال مجموعة من التقنيات البسيطة القدرة على التحكم في سيستم القفل الإلى أو الكهربائي.

## التقنيات
تختلف العديد من المصطلحات المستخدمة في تكنولوجيا الاتصالات في المعنى والاستخدام بين مختلف المناطق الناطقة باللغة الإنجليزية.  لغرض هذا البند تُوضع التعريفات التالية:
- الخدمة اليدوية هي حالة يقوم فيها مشغل الهاتف البشري بتوجيه المكالمات داخل المقسم دون استخدام الاتصال الهاتفي.
- خدمة الطلب هي عندما يقوم المقسم بتوجيه المكالمات بواسطة مبدل يفسر الأرقام المطلوبة.
- مبدل الهاتف هو جهاز التبديل في المقسم.
- المكثف هو جهاز يجمع حركة المرور، سواء كان عن بُعد أو عن طريق تحديد موقعه باستخدام المبدل.
- تمثل حالة رفع السماعة دارة قيد الاستخدام، على سبيل المثال، عندما تكون المكالمة الهاتفية جارية.
- تمثل حالة وضع السماعة دارة خاملة، أي لا توجد مكالمة هاتفية قيد التقدم.
- السنترال المركزي هو المنطقة التي يخدمها محول معين أو مكتب مركزي.

أشار المكتب المركزي في الأصل إلى معدات التبديل ومشغليها، وهو يُستخدم أيضًا بصفة عامة في المبنى الذي يضم أجهزة التحويل وما يتصل بها من معدات المنشأة. في قاموس الاتصالات في الولايات المتحدة، يعد المكتب المركزي (سي. أو.) مركز تبديل الناقل العام لمبدل الهاتف الفئة 5 حيث تُنهى الخطوط الرئيسية والحلقات المغلقة وتُبدل. في المملكة المتحدة، يشير مقسم الهاتف إلى مبنى المقسم، وهو أيضًا اسم لمبدل الهاتف.

### مقاسم خدمات يدوية
من خلال الخدمة اليدوية، يرفع العميل جهاز الاستقبال عن الخطاف (يرفع السماعة) ويطلب من المشغل توصيل المكالمة برقم مطلوب. شريطة أن يكون الرقم في نفس المكتب المركزي، وأنه موجود على لوحة مفاتيح المشغل، يقوم المشغل بتوصيل المكالمة عن طريق توصيل سلك الرنين في المقبس المقابل لخط العميل المطلوب. إذا كان خط الطرف المطلوب موجودًا في لوحة مفاتيح مختلفة في نفس المكتب، أو في مكتب مركزي مختلف، يتصل المشغل بصندوق الاتصال الخاص بلوحة مفاتيح الوجهة أو المكتب ويطلب من المشغل المجيب (المعروف بالمشغل «بي») توصيل المكالمة.
ما يعني أن المكتب المركزي يوفر الطاقة لدارات الهاتف الخاصة بالمشترك لتشغيل جهاز الإرسال، وكذلك لإرسال الإشارات التلقائية باستخدام الأقراص الدوارة. في أنظمة البطاريات العامة، يحمل زوج الأسلاك من هاتف المشترك إلى المقسم جهد تيار مستمر 48 فولت من شركة الهاتف عبر الموصلات. يمنح الهاتف دارة مفتوحة عند وضع السماعة أو في وضع الخمول.
عندما يكون هاتف المشترك في وضع عدم الاتصال، فإنه يمثل مقاومة كهربائية عبر الخط ما يؤدي إلى تدفق التيار عبر الهاتف والأسلاك إلى المكتب المركزي. في لوحة مفاتيح تعمل يدويًا، تدفق هذا التيار من خلال ملف ترحيل، وقام بتشغيل جرس أو مصباح على لوحة مفاتيح المشغل، ما يشير إلى المشغل لإجراء الخدمة.
في أكبر المدن، استغرق الأمر سنوات عديدة لتحويل كل مكتب إلى معدات أوتوماتيكية، مثل لوحة مفاتيح. خلال هذه الفترة الانتقالية، بمجرد توحيد الأرقام بتنسيق إل-4 إن2 أو إل-5 إن 2 (اسم المقسم المكون من حرفين أو أربعة أو خمسة أرقام)، كان من الممكن طلب رقم موجود في مقسم يدوي والتوصيل دون طلب مساعدة المشغل. تنص سياسة نظام بيل على أن العملاء في المدن الكبيرة لا يجب أن يهتموا بنوع المكتب، سواء كانوا يتصلون بمكتب أوتوماتيكي أو يدوي.

### التعافي من الحرائق والكوارث
دائمًا ما يكون المقسم المركزي، نظرًا لتصميم النظام، نقطة عطل مفردة للمكالمات المحلية. ومع ازدياد سعة المبدلات الفردية والألياف البصرية التي تتصل بها، فإن التعطيل المحتمل الناتج عن تدمير مكتب محلي واحد فقط سيُضخم. يمكن استخدام اتصالات الألياف المتعددة لتوفير التكرار لاتصالات الصوت والبيانات بين مراكز التبديل، ولكن يلزم تصميم الشبكة بعناية لتجنب المواقف التي تمر فيها الألياف الرئيسية ونسخها الاحتياطي عبر نفس المكتب المركزي التالف الذي قد يحدث فيه الإخفاق بمنوال مشترك.